# Planet of Sound
Planet of Sound è un singolo del gruppo rock statunitense Pixies, pubblicato nel 1991 ed estratto dall'album Trompe le Monde.

## Tracce
1. Planet of Sound – 2:09 (Black Francis)
2. Theme from NARC – 1:48 (Brian Schmidt)
3. Build High – 1:42 (Black Francis)
4. Evil Hearted You – 2:37 (Graham Gouldman)